# Jaderná energetika v Polsku
Jaderná energetika v Polsku byla již v minulosti zvažována jako alternativní zdroj energie doplňující především uhelné zdroje za dob Polské lidové republiky. Po roce 1990 země od toho záměru upustila, ale již na začátku 21. století začala znovu zvažovat využjívání elektrické energie z jádra. V současné době (2025) Polsko nemá žádnou jadernou elektrárnu, ale plánuje se vybudovat dvě jaderné elektrárny s velkými tlakovodními reaktory od společnosti Westinghouse a KHNP. První blok AP1000 by měl být v provozu před rokem 2040. Země také zvažuje vybudování malých modulárních reaktorů po celém území Polska, což by znamenalo významné snížení závislosti na uhelných elektrárnách.

## Historie

### Počátky
Přípravy na využití jaderné energie v Polsku sahají do poloviny 50. let 20. století, kdy byl v roce 1955 ve Świerku u Otwocku založen Institut jaderného výzkumu (IBJ). Dne 14. června 1958 byl v IBJ spuštěn první experimentální jaderný reaktor v Polsku, EWA. Fungoval do 24. února 1995.

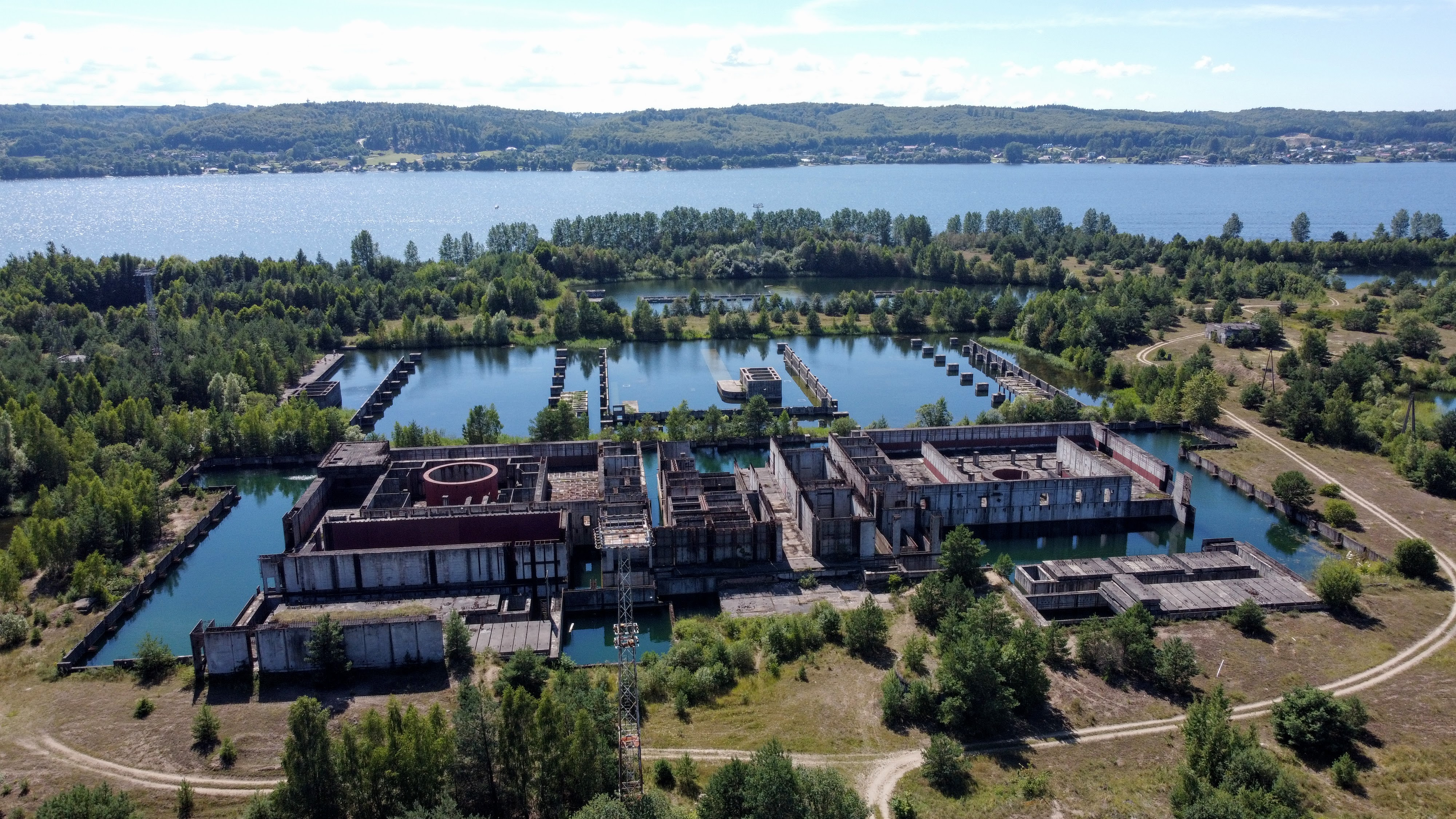
Nedokončená jaderná elektrárna Żarnowiec

### Żarnowiec
Dne 12. srpna 1971 se prezidium vlády rozhodlo o výstavbě jaderné elektrárny a provedení přípravných prací. Plánovací komise Rady ministrů rozhodnutím ze dne 19. prosince 1972 stanovila, že elektrárna bude umístěna v Żarnowci . Dne 28. února 1974 byla podepsána dohoda o spolupráci při výstavbě jaderné elektrárny mezi vládami Polské lidové republiky a SSSR.
Dne 18. ledna 1982 schválila Rada ministrů usnesení o výstavbě jaderné elektrárny Żarnowiec, která měla zahrnovat dva bloky VVER-440 (později rozšířeno na čtyři). První energetický blok s výkonem 465 MW měl být spuštěn v roce 1989 a druhý v roce 1990. Stavba začala 31. března 1982. Pro účely výstavby byla zlikvidována nedaleká obec Kartoszyno.
Dne 10. dubna 1983 byl schválen zákon o atomové energii, první takový dokument v Polsku.

### Warta
Dne 15. června 1987 schválilo prezidium plánovací komise Rady ministrů umístění druhé jaderné elektrárny v Klempiczi (JE Warta) ve Velkopolsku. Dne 22. dubna 1989 tehdejší ministr průmyslu Tadeusz Syryjczyk pozastavil přípravné práce na výstavbě jaderné elektrárny Warta kvůli sociálním protestům.

### Do roku 1989
V roce 1988 vypukla v Gdaňsku vlna protestů proti jaderné elektrárně Żarnowiec. Dne 2. prosince 1989 vláda Tadeusze Mazowieckého pozastavila výstavbu elektrárny na jeden rok. Dne 4. září 1990 ministr průmyslu Tadeusz Syryjczyk na zasedání Rady ministrů doporučil likvidaci jaderné elektrárny. Dne 17. prosince 1990 Rada ministrů schválila usnesení o konečné likvidaci jaderné elektrárny. Práce byly již v pokročilém stádiu stavby, když byla výstavba formálně zrušena. Dokončena byla pouze přečerpávací elektrárna Żarnowiec, která byla součásti projektu a měla sloužit k vyrovnávání výkonu.

### Po roce 1989
Dne 11. ledna 1996 vláda přijal a předpoklady polské energetické politiky do roku 2010, které nepočítaly s výstavbou jaderných elektráren. Předpokládaly však studii ekonomické proveditelnosti a míry společenské akceptace takových investic. Po likvidaci elektrárny Żarnowiec a dalších plánech na výstavbu jaderných elektráren v Polsku odešli polští specialisté do zahraničí a univerzity zrušily kurzy související s výstavbou a provozem jaderných reaktorů.
V listopadu 1999 představilo Ministerstvo hospodářství předpoklady polské energetické politiky do roku 2020 a v únoru 2000 Rada ministrů schválila příslušné usnesení.

### Po roce 2000
Dne 4. ledna 2005 přijala vláda Marka Belky dokument „Polská energetická politika do roku 2025“, v němž se uvádělo, že vzhledem k potřebě diverzifikace primárních zdrojů energie a snižování emisí skleníkových plynů do ovzduší se zavedení jaderné energie do národního systému stává opodstatněným. Dne 9. listopadu 2008 v Gdaňsku premiér Donald Tusk oznámil výstavbu nejméně dvou jaderných elektráren v severovýchodním Polsku.
Dne 25. listopadu 2010 Polska Grupa Energetyczna označila tři potenciální lokality pro jadernou elektrárnu; Żarnowiec, Choczewo a Gąski. Výběrové řízení na dodávku reaktorů mělo být vyhlášeno do konce roku 2011, ale tento termín byl odložen. Společnosti jako Areva, Westinghouse a General Electric oznámily svou ochotu podílet se na projektu výstavby jaderné elektrárny v Polsku.

### Po roce 2020
Polská energetická strategie předpokládá výstavbu šesti reaktorů s kapacitou 1–1,6 GW každý, počínaje rokem 2026. První z nich měl být k síti připojen v roce 2033. Do roku 2040 polský energetický mix měl zahrnovat 6–9 GW jaderné energie.
V březnu 2021 zveřejnili premiéři Maďarska, Francie, Česka, Slovinska, Rumunska, Slovenska a Polska společný otevřený dopis Evropské komisi, v němž vyzvali k zařazení jaderné energie jako stabilního a nízkouhlíkového zdroje energie do evropské taxonomie obnovitelných zdrojů energie.
V dubnu 2021 zveřejnil interdisciplinární poradní tým pro klimatickou krizi při Úřadu prezidenta Polské akademie věd zprávu o potřebě rychlého snížení emisí skleníkových plynů, v níž dospěl k závěru, že „energetická transformace v Polsku by měla zahrnovat všechny neemisní zdroje energie, a to jak obnovitelné zdroje energie, tak jadernou energii“.
Tři země učinily oficiální prohlášení o rozvoji jaderné energie v Polsku: USA, Francie a Jižní Korea. Zvažovaly se také Čína a Kanada, ačkoli od nich nebyl učiněn žádný oficiální návrh. Rusko mohlo být potenciálním partnerem, ale kvůli jeho energetickému vydírání ohledně dodávek plynu a také invazi na Ukrajinu v roce 2022 bylo z partnerských zemí v této oblasti vyloučeno.

### Lubiatowo-Kopalino
V září 2023 byl dokončen proces, který probíhal od roku 2010 a souvisel s výběrem lokality pro první jadernou elektrárnu v Polsku. Jako investiční lokalita byla vybrána obec Choczewo, která se nachází v severní části Pomořanského vojvodství v okrese Wejherowo. Po tomto rozhodnutí získala společnost Polskie Elektrownie Jądrowe právo k užívání pozemku. Poté byla podepsána smlouva s technologickými partnery Westinghouse a Bechtel, přičemž investice vstoupila do fáze projektování.
Polský jaderný program předpokládá výstavbu šesti jaderných bloků s celkovou kapacitou přibližně 6 až 9 GW. Vláda na tuto investici vyčlení prozatím přes 4,7 miliardy zlotých.

### Další lokality

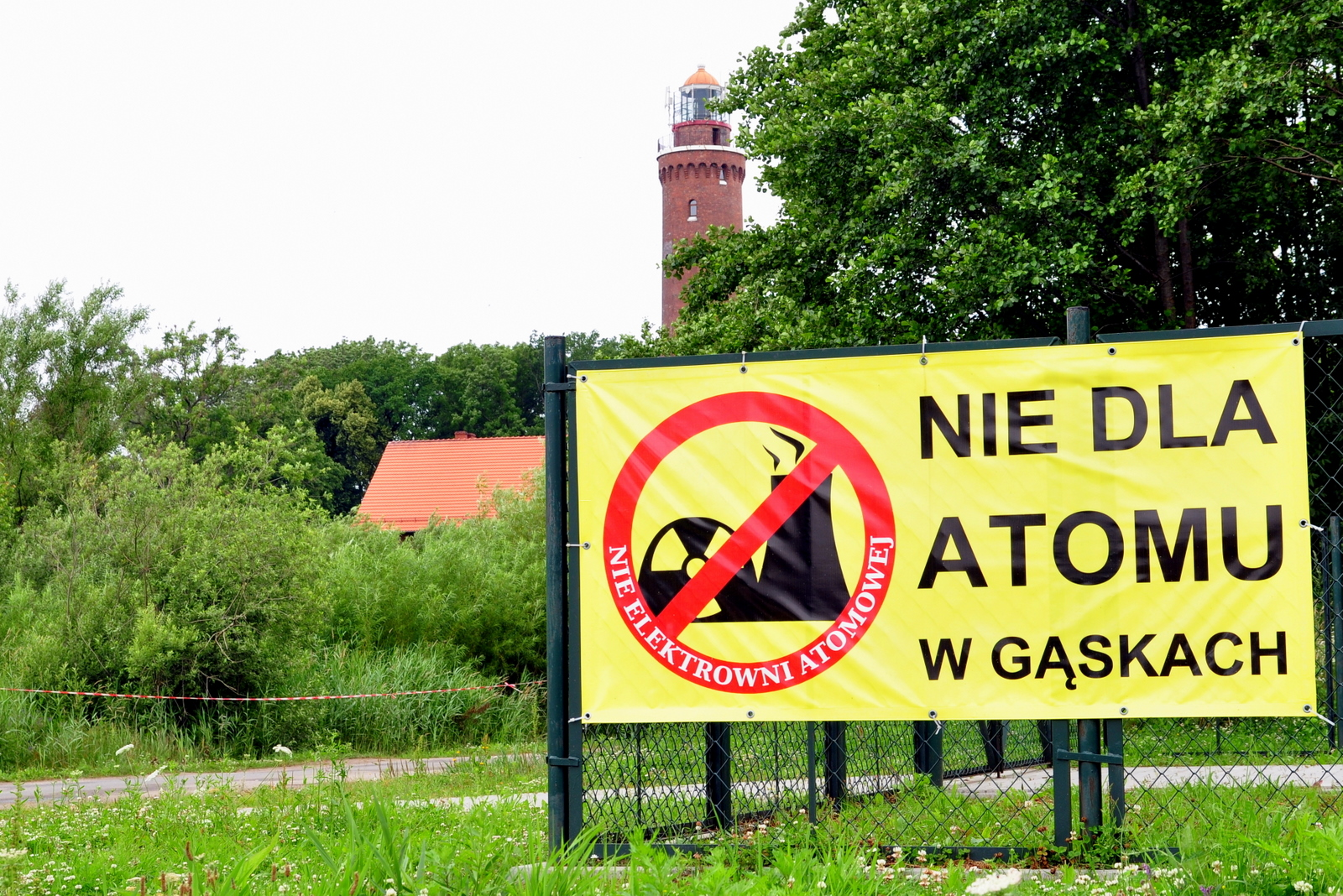
Protijaderný plakát v obci Gąski

Druhá elektrárna má být postavena ve spolupráci se společností KHNP. Jako lokalita byla vybrána Pątnów, který leží severně od Konina. Elektrárna by měla provozovat reaktory APR1400.

### Modulární reaktory
V oblasti malých jaderných elektráren jsou v roce 2023 nejpokročilejšími projekty KGHM, který je založen na NuScale a Orlen Synthos Green Energy (OSGE), který je založen na reaktoru BWRX-300 od Společnosti GE Hitachi .
Dne 9. listopadu 2023 byl oficiálně spuštěn program „Phoenix“, v jehož rámci byla společnosti OSGE poskytnuta strategická podpora a finanční prostředky od ministerstva zahraničí na urychlení projektu výstavby malých jaderných reaktorů v Polsku.

## Veřejná podpora
Dle průzkumu provedeného v prosinci 2022 z pověření Ministerstva klimatu a životního prostředí podporuje výstavbu jaderných elektráren v Polsku přes 86 % Poláků.  Ve srovnání s rokem 2021 došlo k nárůstu příznivců takové investice o 12 %. Ve srovnání s rokem 2020 dokonce o 23,5 %.

## Seznam reaktorů

### Seznam nedokončených energetických reaktorů na území Polska
| Název     | Umístění  | Typ          | Výkon (MWe) |
| --------- | --------- | ------------ | ----------- |
| Żarnowiec | Żarnowiec | VVER-440/213 | 465         |
| Żarnowiec | Żarnowiec | VVER-440/213 | 465         |
| Żarnowiec | Żarnowiec | VVER-440/213 | 465         |
| Żarnowiec | Żarnowiec | VVER-440/213 | 465         |

### Seznam plánovaných energetických reaktorů na území Polska
| Název              | Umístění | Typ     | Výkon (MWe) | Uvedení do provozu |
| ------------------ | -------- | ------- | ----------- | ------------------ |
| Lubiatowo-Kopalino | Choczewo | AP1000  | 1250        | 2036               |
| Lubiatowo-Kopalino | Choczewo | AP1000  | 1250        |                    |
| Lubiatowo-Kopalino | Choczewo | AP1000  | 1250        |                    |
| Pątnów             | Pątnów   | APR1400 | 1400        |                    |
| Pątnów             | Pątnów   | APR1400 | 1400        |                    |